# Fabricació de metall

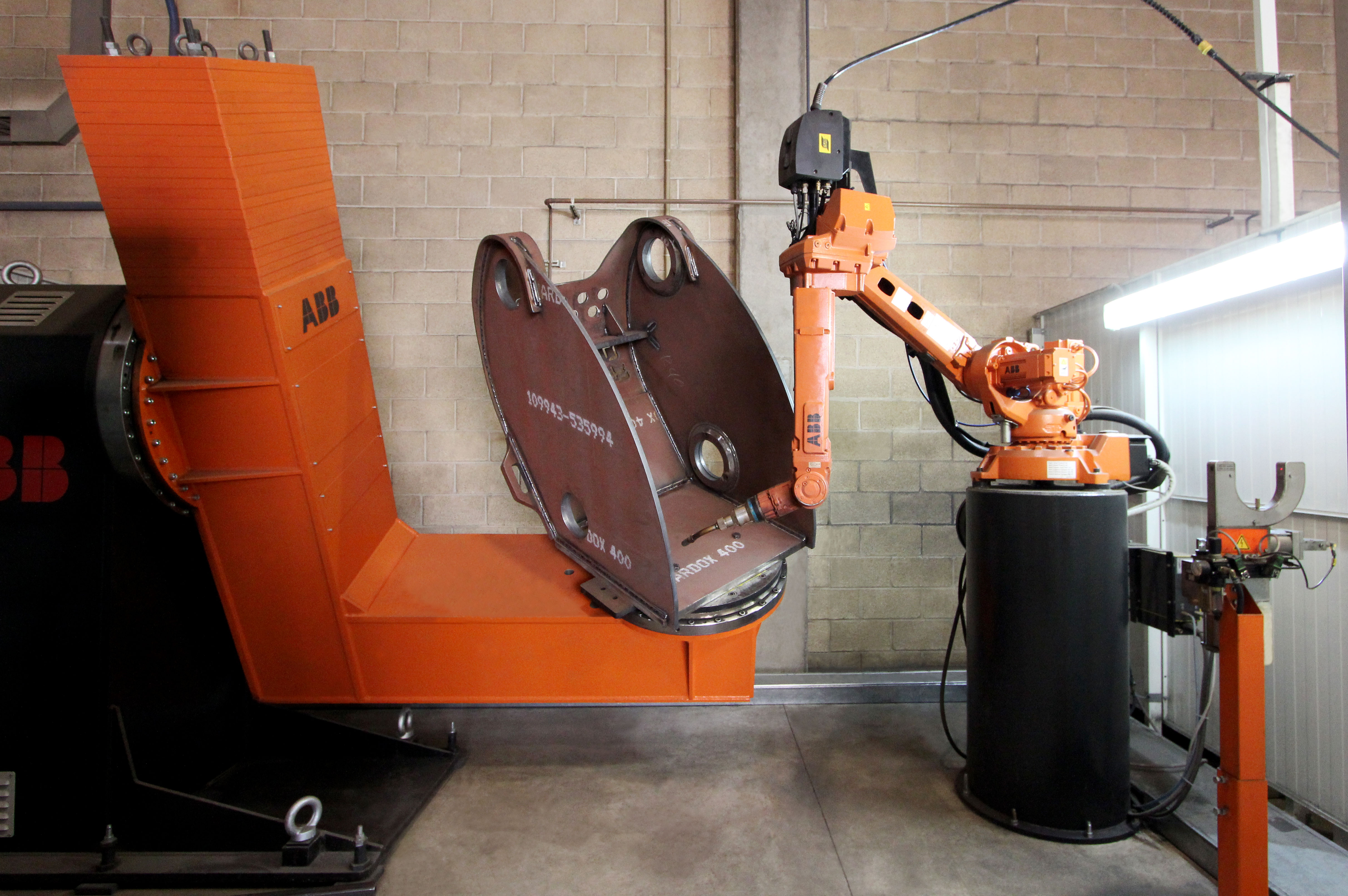
Robot de soldadura

La fabricació de metall és el muntatge d'estructures de metall utilitzant processos de tall, doblament i muntatge. És un procés de valor afegit que implica la construcció de màquines i estructures de diverses matèries primeres. Una empresa pot fer ofertes per a una feina, generalment basada en dibuixos tècnics, i si es concedeix el contracte es construirà el producte. Les empreses grans fan servir una gran quantitat de processos de valor afegit en una planta o instal·lació, inclosa la soldadura, tall, conformat i mecanitzat. Aquestes empreses tenen grans fàbriques que s'ofereixen als seus clients com a únic proveïdor d'aquests serveis. Els treballs de fabricació de metalls solen començar amb dibuixos tècnics, incloses les mesures precises i després passa a la fase de fabricació i finalment a la instal·lació del projecte final. Aquestes empreses de fabricació són emprades per contractistes, OEMs i VARs. Els projectes típics inclouen peces soltes, marcs estructurals per a edificis i maquinària de construcció, i escales i baranes de mà per a edificis.